# بایرون فولگر
بایرون فولگر (انگلیسی: Byron Foulger؛ ‏ ۲۷ اوت ۱۸۹۹ – ۴ آوریل ۱۹۷۰) بازیگر اهل ایالات متحده آمریکا بود.

## درگذشت
فولگر در سن 71 سالگی در 4 آوریل 1970 بر اثر مشکلات قلبی در هالیوود درگذشت، درست چند ساعت قبل از پخش آخرین قسمت Petticoat Junction از CBS.